# Davide Astori
Pour les articles homonymes, voir Astori.
 (avril 2025).
Si vous disposez d'ouvrages ou d'articles de référence ou si vous connaissez des sites web de qualité traitant du thème abordé ici, merci de compléter l'article en donnant les références utiles à sa vérifiabilité et en les liant à la section « Notes et références ».
Davide Astori, né le 7 janvier 1987 à San Giovanni Bianco et mort le 4 mars 2018 à Udine, est un footballeur international italien. Il évoluait au poste de défenseur central.

## Biographie

### Carrière en club

#### Débuts au Milan AC puis différents prêts
Davide Astori débute dans un petit club amateur, le Ponte San Pietro, équipe satellite de l'AC Milan. Il intègre ainsi par la suite le centre de formation de l'AC Milan, où il reste jusqu'en 2006, sans jamais vêtir le maillot des professionnels.
En 2006-07, Astori est prêté en Serie C1 à l'AS Pizzighettone où il joue régulièrement (27 matchs pour 1 but). L'équipe, 16e du championnat régulier, perd ses play-out contre Sangiovannese (1-1, 0-0), et est rétrogradée en Serie C2. Astori est à nouveau prêté la saison suivante, toujours en Serie C1, à la Cremonese. Astori joue 33 matchs et l'équipe, 2e, frôle la promotion en Serie B, seulement battue en finale des play-off par l'AS Cittadella (1-0, 1-3).

#### Cagliari
À l'été 2008, le Cagliari Calcio achète pour 1,2 million d'euros la moitié du joueur au Milan AC. Davide Astori fait avec l'équipe sarde ses débuts en Serie A le 14 septembre 2008, lors du match contre l'AC Sienne. Il ne jouera que 10 petits matchs lors de sa première saison où l'équipe termine 9e. Ce n'est que la saison suivante qu'il obtient une place de titulaire en défense centrale où il joue 34 matchs pour 2 buts. Il marque son premier but contre l'ACF Fiorentina (2-2) le 31 janvier 2010.
Après des négociations avec l'AC Milan, le Cagliari Calcio obtient un prolongement de la copropriété pour une troisième saison consécutive.
Il marque son premier but lors de la saison 2011-2012 face à l'Inter Milan le 7 avril 2012.
Durant le mercato d'été 2012, il est convoité par de nombreux clubs. Le Spartak Moscou se montre très intéressé ainsi que la Juventus ou encore son club formateur, le Milan AC qui cherche le successeur de Thiago Silva. Le joueur est estimé à 10 millions d'euros. Le club russe transmet une offre d'environ 15 millions d'euros au club sarde mais le président Massimo Cellino (en) semble avoir décidé de conserver son joueur une saison supplémentaire.

#### ACF Fiorentina
Le 4 août 2015, Davide Astori fait l'objet d'un prêt avec option d'achat obligatoire à l'ACF Fiorentina. Il y reste et devient capitaine pendant 3 ans. 

### Carrière en équipe nationale
Davide Astori compte quatre sélections avec l'équipe d'Italie des moins de 18 ans.
Il obtient sa première convocation en équipe nationale pour le premier match de Cesare Prandelli contre la Côte d'Ivoire le 11 août 2010. 
Le 29 mars 2011, Astori joue son premier match avec l'Italie A lors du match amical en Ukraine (victoire 2-0 de l'Italie), il est expulsé après un deuxième carton jaune à la 75e minute.
Le 13 mai 2012, il est présélectionné par Cesare Prandelli dans la liste des 32 Italiens en vue de l'Euro 2012. Il n'est finalement pas retenu dans la liste des 23 joueurs du 29 mai. Le 6 juin, il rejoint la Nazionale en tant que 24e homme, dans l'attente des examens auquel Andrea Barzagli doit se soumettre et dans le cas d'un forfait du défenseur de la Juve, le remplacer pour la suite de la compétition.[réf. souhaitée]

### Décès
Lors d'un déplacement à Udine pour le match contre l'Udinese, le 4 mars 2018, il meurt dans son sommeil lors de la nuit du 3 mars au 4 mars dans un hôtel de la ville d'Udine, des suites d'une crise cardiaque,,. Quelques minutes après l'annonce, la Fédération italienne de football décide de reporter tous les matchs de Serie A qui devaient se jouer le dimanche.
Le 8 juin 2018, le rapport d'expertise révèle qu'il aurait pu être sauvé s'il n'avait pas été seul dans sa chambre, la nuit de sa mort : son malaise cardiaque était la première manifestation d'une maladie qui n'avait pas pu être décelée auparavant.
Ses anciens clubs, Cagliari et la Fiorentina, décident de retirer son numéro 13 fétiche qui ne sera plus jamais attribué dans ces clubs.[réf. souhaitée]
En mai 2021, Giorgio Galanti, ancien médecin de la Fiorentina, est condamné à un an de prison avec sursis pour homicide involontaire. La justice italienne lui reproche d’avoir délivré des certificats médicaux autorisant le joueur à pratiquer le football professionnel, malgré la présence d’anomalies cardiaques détectées lors d’examens réalisés en 2016 et 2017. Le tribunal de Florence considère que cette négligence a contribué à la mort du joueur, survenue en mars 2018 des suites d’une tachyarythmie. En plus de la peine de prison, Galanti est condamné à verser un million d’euros de dédommagement aux proches du joueur,,.

## Statistiques

### Statistiques détaillées

#### En club
| Saison                | Club                  | Championnat           | Championnat | Championnat | Championnat | Coupe(s) nationale(s) | Coupe(s) nationale(s) | Coupe(s) nationale(s) | Compétition(s) continentale(s) | Compétition(s) continentale(s) | Compétition(s) continentale(s) | Compétition(s) continentale(s) | Total | Total | Total |
| Saison                | Club                  | Division              | M.          | B.          | P.d.        | M.                    | B.                    | P.d.                  | Comp.                          | M.                             | B.                             | P.d.                           | M.    | B.    | P.d.  |
| 2006-2007             | AS Pizzighettone      | Serie C1              | 25          | 1           | 0           | -                     | -                     | -                     | -                              | -                              | -                              | -                              | 25    | 1     | 0     |
| Sous-total            | Sous-total            | Sous-total            | 25          | 1           | 0           | 0                     | 0                     | 0                     | -                              | -                              | -                              | -                              | 25    | 1     | 0     |
| 2007-2008             | Cremonese             | Serie C1              | 31          | 0           | 0           | -                     | -                     | -                     | -                              | -                              | -                              | -                              | 31    | 0     | 0     |
| Sous-total            | Sous-total            | Sous-total            | 31          | 0           | 0           | 0                     | 0                     | 0                     | -                              | -                              | -                              | -                              | 31    | 0     | 0     |
| 2008-2009             | Cagliari              | Serie A               | 10          | 0           | 0           | 0                     | 0                     | 0                     | -                              | -                              | -                              | -                              | 10    | 0     | 0     |
| 2009-2010             | Cagliari              | Serie A               | 34          | 2           | 0           | 1                     | 0                     | 0                     | -                              | -                              | -                              | -                              | 35    | 2     | 0     |
| 2010-2011             | Cagliari              | Serie A               | 36          | 0           | 0           | 0                     | 0                     | 0                     | -                              | -                              | -                              | -                              | 36    | 0     | 0     |
| 2011-2012             | Cagliari              | Serie A               | 28          | 1           | 0           | 1                     | 0                     | 0                     | -                              | -                              | -                              | -                              | 29    | 1     | 0     |
| 2012-2013             | Cagliari              | Serie A               | 32          | 0           | 0           | 1                     | 0                     | 0                     | -                              | -                              | -                              | -                              | 33    | 0     | 0     |
| 2013-2014             | Cagliari              | Serie A               | 34          | 0           | 2           | 1                     | 0                     | 0                     | -                              | -                              | -                              | -                              | 35    | 0     | 2     |
| Sous-total            | Sous-total            | Sous-total            | 174         | 3           | 2           | 4                     | 0                     | 0                     | -                              | -                              | -                              | -                              | 178   | 3     | 2     |
| 2014-2015             | AS Roma               | Serie A               | 24          | 1           | 0           | 2                     | 0                     | 0                     | C1+C3                          | 2+2                            | 0                              | 0                              | 30    | 1     | 0     |
| Sous-total            | Sous-total            | Sous-total            | 24          | 1           | 0           | 2                     | 0                     | 0                     | -                              | 4                              | 0                              | 0                              | 30    | 1     | 0     |
| 2015-2016             | ACF Fiorentina        | Serie A               | 33          | 0           | 0           | 1                     | 0                     | 0                     | C3                             | 8                              | 0                              | 0                              | 42    | 0     | 0     |
| 2016-2017             | ACF Fiorentina        | Serie A               | 33          | 2           | 0           | 1                     | 0                     | 0                     | C3                             | 6                              | 0                              | 2                              | 40    | 2     | 2     |
| 2017-2018             | ACF Fiorentina        | Serie A               | 25          | 1           | 1           | 2                     | 0                     | 0                     | -                              | -                              | -                              | -                              | 27    | 1     | 1     |
| Sous-total            | Sous-total            | Sous-total            | 91          | 3           | 1           | 4                     | 0                     | 0                     | -                              | 14                             | 0                              | 2                              | 109   | 3     | 3     |
| Total sur la carrière | Total sur la carrière | Total sur la carrière | 345         | 8           | 3           | 10                    | 0                     | 0                     | -                              | 18                             | 0                              | 2                              | 373   | 8     | 5     |

#### En sélection nationale
| Saison                | Sélection             | Phases finales                | Phases finales | Phases finales | Phases finales | Éliminatoires | Éliminatoires | Éliminatoires | Matchs amicaux | Matchs amicaux | Matchs amicaux | Total | Total | Total |
| Saison                | Sélection             | Compétition                   | M              | B              | Pd             | M             | B             | Pd            | M              | B              | Pd             | M     | B     | Pd    |
| --------------------- | --------------------- | ----------------------------- | -------------- | -------------- | -------------- | ------------- | ------------- | ------------- | -------------- | -------------- | -------------- | ----- | ----- | ----- |
| 2010-2011             | Italie                | -                             | -              | -              | -              | -             | -             | -             | 1              | 0              | 0              | 1     | 0     | 0     |
| 2011-2012             | Italie                | Euro 2012                     | -              | -              | -              | -             | -             | -             | 1              | 0              | 0              | 1     | 0     | 0     |
| 2012-2013             | Italie                | Coupe des confédérations 2013 | 1              | 1              | 0              | -             | -             | -             | 2              | 0              | 0              | 3     | 1     | 0     |
| 2013-2014             | Italie                | Coupe du monde 2014           | -              | -              | -              | 2             | 0             | 0             | -              | -              | -              | 2     | 0     | 0     |
| 2014-2015             | Italie                | -                             | -              | -              | -              | -             | -             | -             | 1              | 0              | 0              | 1     | 0     | 0     |
| 2015-2016             | Italie                | Euro 2016                     | -              | -              | -              | 2             | 0             | 0             | 3              | 0              | 0              | 5     | 0     | 0     |
| 2016-2017             | Italie                | -                             | -              | -              | -              | -             | -             | -             | -              | -              | -              | 0     | 0     | 0     |
| 2017-2018             | Italie                | Coupe du monde 2018           | -              | -              | -              | 1             | 0             | 0             | -              | -              | -              | 1     | 0     | 0     |
| Total sur la carrière | Total sur la carrière | Total sur la carrière         | 1              | 1              | 0              | 5             | 0             | 0             | 8              | 0              | 0              | 14    | 1     | 0     |

### Buts internationaux
| 0   | Date         | Lieu                         | Compétition                                                       | Résultat        | Adversaire | Détail | Détail         | Détail | Sél. |
| --- | ------------ | ---------------------------- | ----------------------------------------------------------------- | --------------- | ---------- | ------ | -------------- | ------ | ---- |
| 1er | 30 juin 2013 | Fonte Nova, Salvador, Brésil | Match pour la troisième place de la Coupe des confédérations 2013 | N 2-2 2-3 t.a.b | Uruguay    | 24e    | du pied gauche | 0-1    | 5e   |

## Palmarès

### En sélection
| Italie - Coupe des confédérations - Troisième en 2013 |

### Distinctions personnelles
- Membre du Hall of Fame de la Fiorentina : depuis 2018[15]